# أوكتافيا فيكتوريا روجرز ألبرت
أوكتافيا فيكتوريا روجرز ألبرت (بالإنجليزية: Octavia V. Rogers Albert) (و. 1853 – 1890 م) هي مؤرخة أمريكية، ولدت في أوغليثورب، توفيت عن عمر يناهز 37 عاماً.